# Brookesia karchei
Brookesia karchei är en ödleart som beskrevs av  Edouard-Raoul Brygoo BLANC och DOMERGUE 1970. Brookesia karchei ingår i släktet Brookesia och familjen kameleonter. IUCN kategoriserar arten globalt som starkt hotad. Inga underarter finns listade.